# بونویستا، کزون
بونویستا، کزون (به لاتین: Buenavista, Quezon) یک منطقهٔ مسکونی در فیلیپین است که در کزون واقع شده‌است.

## خصوصیات
بونویستا ۱۶۱٫۳۵ کیلومترمربع مساحت و ۳۰٬۰۴۷ نفر جمعیت دارد.